# Крамерия
Крамерия (лат. Krameria) — единственный род растений монотипного семейства Крамериевые (лат. Krameriaceae), входящего в порядок Парнолистникоцветные, включающий в себя 25 видов, распространённых в Центральной и Южной Америке.

## Ботаническое описание

### Вегетативные органы
Кустарники и многолетние травянистые растения. Около половины видов являются паразитами растений и имеют широкий круг потенциальных растений-хозяев. Корни молодых растений не имеют корневых волосков, и в первые два месяца они должны присосаться к корням растения-хозяина.
Листья очерёдные, спирально расположенные. Прилистники отсутствуют.

### Генеративные органы
Цветки в соцветиях — кистях или же располагаются одиночно в пазухах листьев.
Цветки пятичленные, гермафродитные, зигоморфные, с двойным околоцветником, внешне напоминают цветки гороха. Среди 5 (реже 4) чашелистиков, как правило, разного размера, три внешних чашелистика больше трёх внутренних. Они являются заметной частью цветка, будучи жёлтого, фиолетового или розового цвета. Лепестков также обычно 5 (редко 4), они различной формы, при этом два из них имеют меньшие по сравнению с остальными размеры, они более широкие и толстые. Для привлечения опылителей выделяются жирные масла. Опылители — пчёлы рода Centris.
Имеется 4 (реже 3 или 5) тычинок неравного размера, которые могут быть как сросшимися, так и свободными. Могут иметься стаминодии. Из двух плодолистиков полноценно развивается лишь один. Таким образом образуется верхняя одногнёздная завязь. В каждом семязачатке имеется 2 яйцеклетки.
Плоды колючие, односемянные. Эндосперм в семенах отсутствует. Зародыш хорошо развит, имеются две крупные мясистые семядоли в форме сердца.

## Использование
Биологическое действие крамерии вызывается вяжущими ратаниатанниковыми кислотами (от англ. ratany — названия этого растения), похожими на дубильные кислоты. Настои крамерии использовали в качестве полоскания или изготавливали таблетки, особенно в смеси с кокаином, которые оказывали местное гемостатическое действие (т.е. останавливали кровотечения) и служили средством от диареи. Мелко измельчённые высушенные корни крамерии часто были составляющей зубных порошков. Истёртые в порошок корни служили, особенно в Португалии, для придания вину рубиново-красного оттенка. Кора корня крамерии содержит в свободном виде практически нерастворимое красное вещество, называемое ратания.

## Виды
По информации базы данных The Plant List (на июль 2016), род включает 25 видов:
- Krameria argentea Mart. ex Spreng.
- Krameria bahiana B.B. Simpson
- Krameria bicolor S. Watson
- Krameria cistoidea Hook. & Arn.
- Krameria cytisoides Cav.
- Krameria erecta Willd. ex Schult. — Крамерия прямостоячая
- Krameria glandulosa Rose & Painter
- Krameria grandiflora A. St.-Hil.
- Krameria grandifolia O. Berg
- Krameria grayi Rose & Painter
- Krameria interior Rose & Painter
- Krameria ixine L.
- Krameria lanceolata Torr.
- Krameria lappacea (Dombey) Burdet & B.B. Simpson
- Krameria palmeri Rose
- Krameria parvifolia Benth.
- Krameria pauciflora DC.
- Krameria paucifolia (Rose) Rose
- Krameria prostrata Brandegee
- Krameria ramosissima (A. Gray) S. Watson
- Krameria revoluta O.Berg
- Krameria secundiflora DC.
- Krameria sonorae Britton
- Krameria spartioides Klotzsch ex O.Berg
- Krameria tomentosa A. St.-Hil.

## Фотогалерея

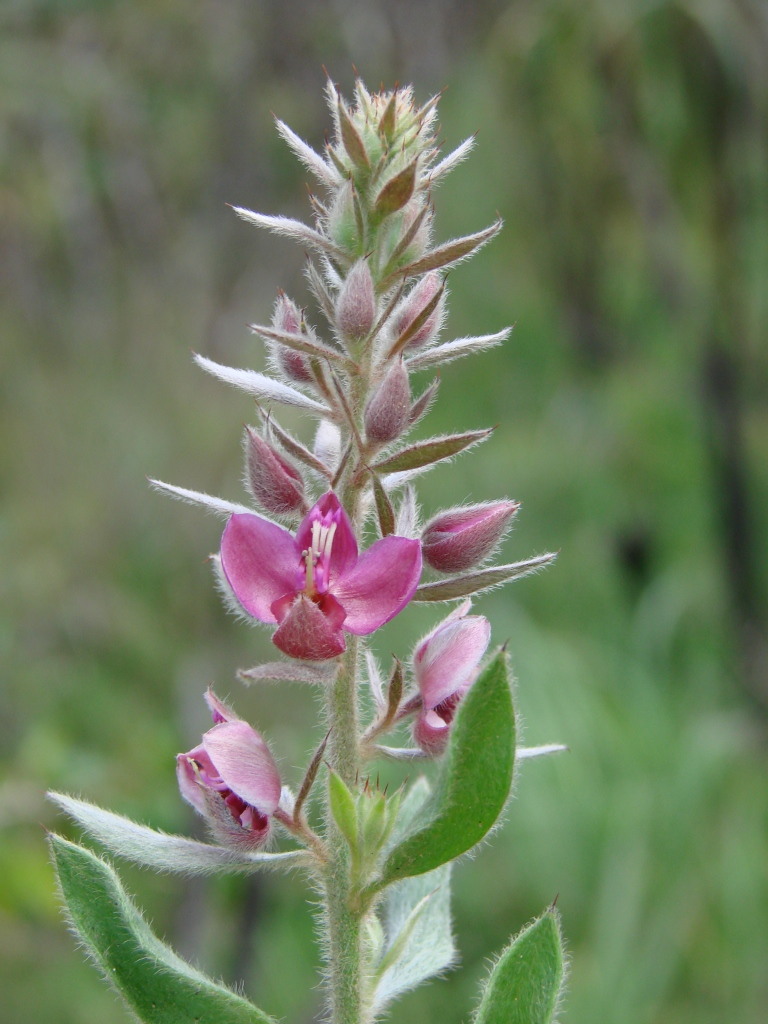
Krameria tomentosa
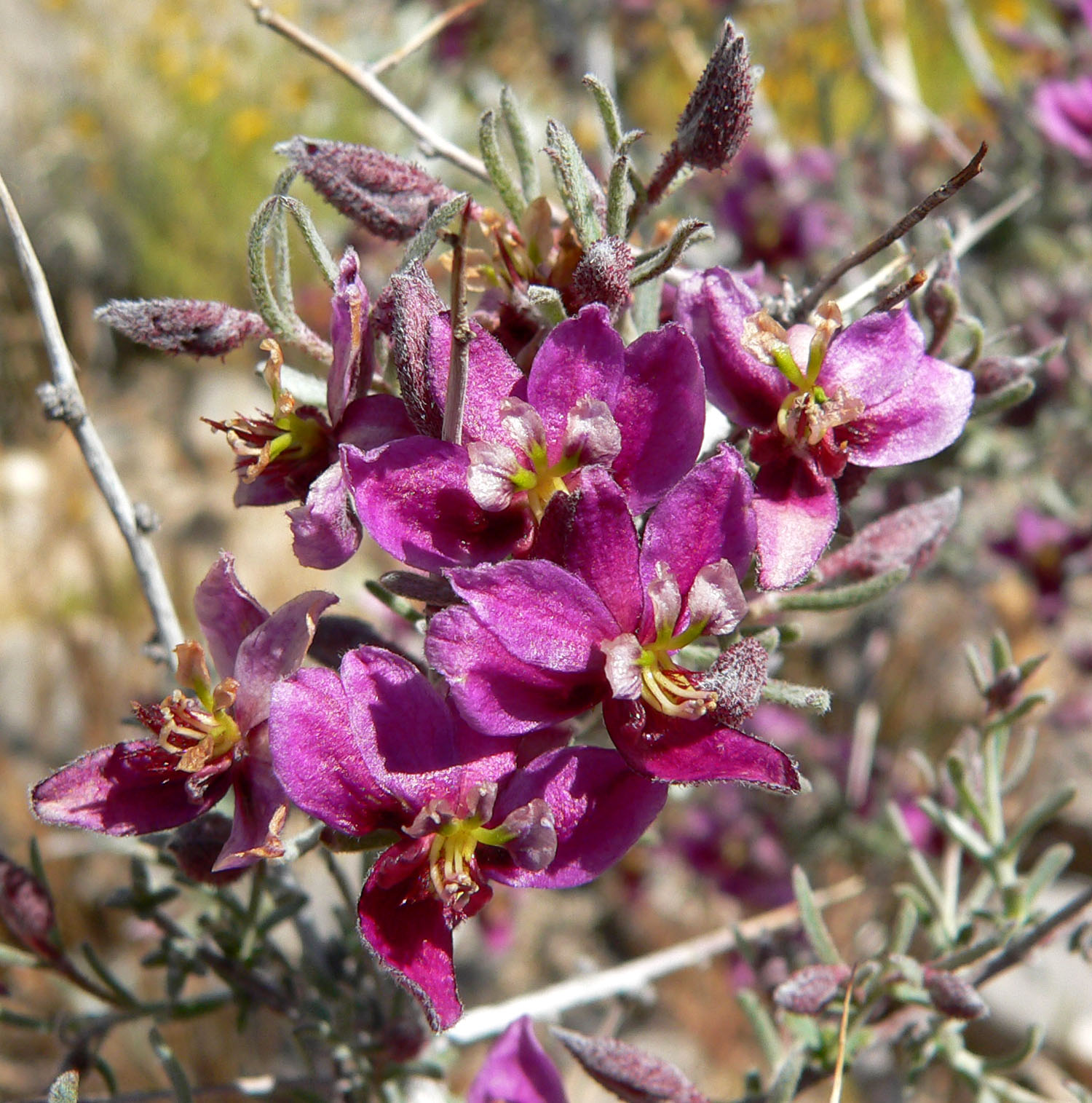
Krameria erecta
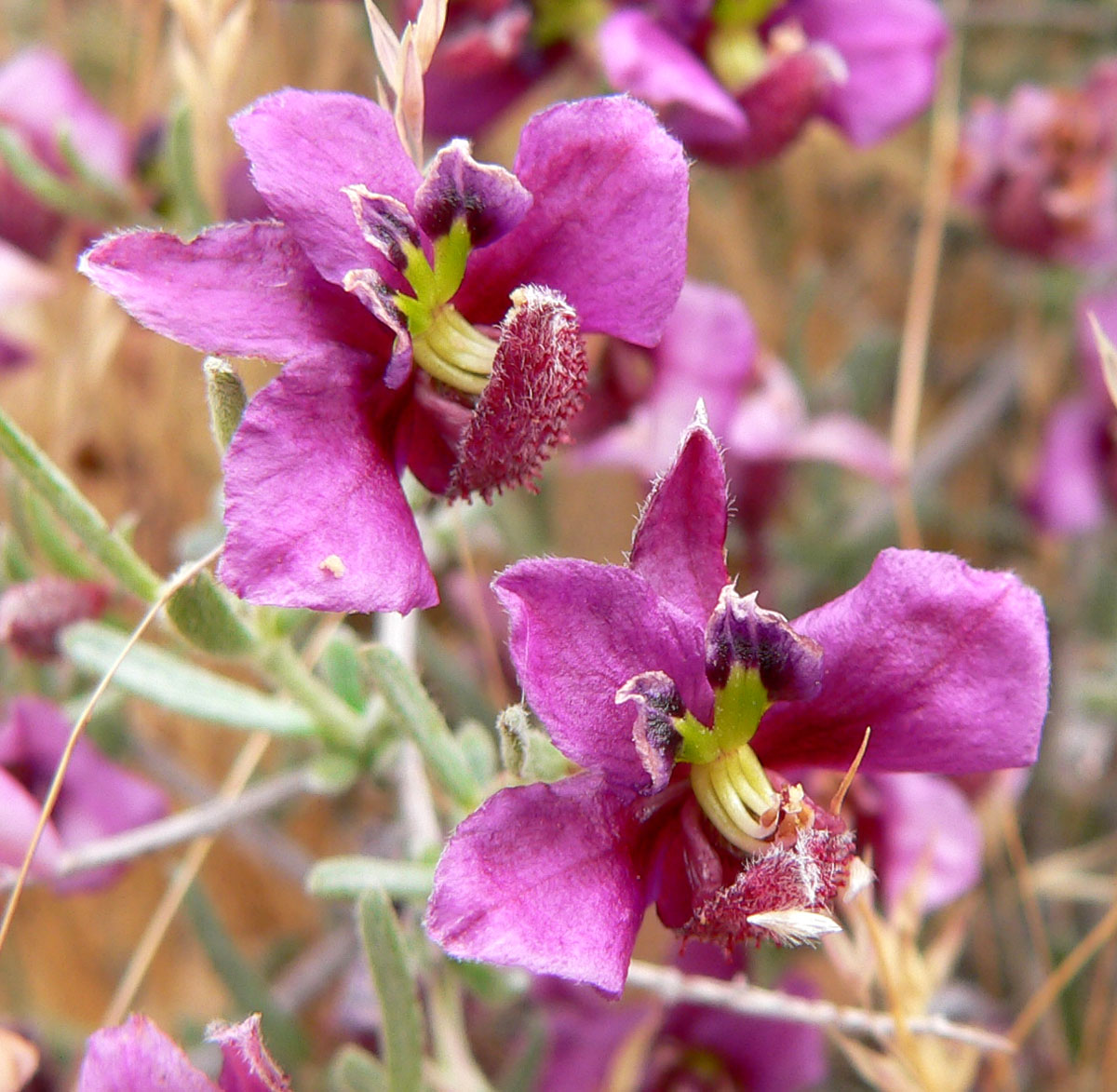
Krameria erecta
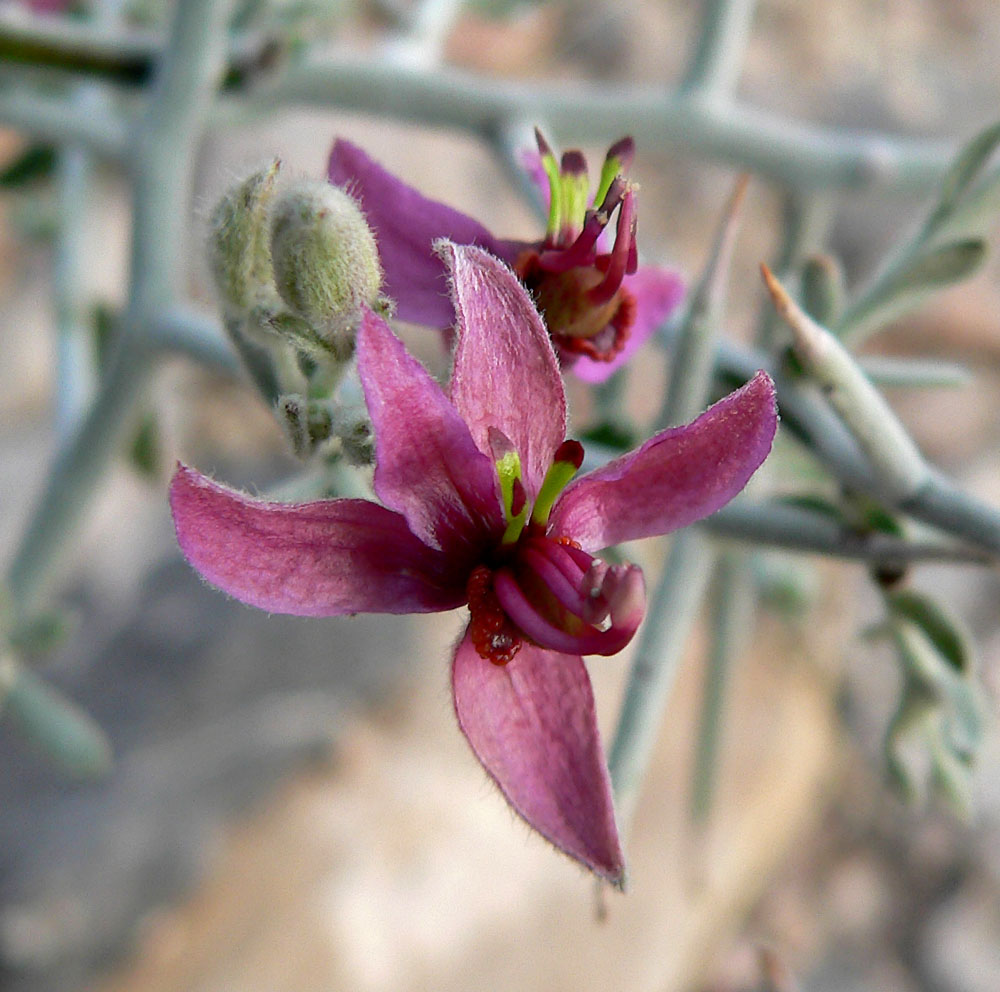
Krameria grayi